# Primula tzetsouensis
Primula tzetsouensis är en viveväxtart som beskrevs av Marcel Georges Charles Petitmengin. Primula tzetsouensis ingår i släktet vivor, och familjen viveväxter. Inga underarter finns listade i Catalogue of Life.